# Partula otaheitana
Espèce
Statut de conservation UICN

 CR B2ab(ii,iii) : 
En danger critique
Partula otaheitana est une espèce d'escargots terrestres appartenant à la famille des Partulidae. Endémique à la Polynésie française, cette espèce est menacée de disparition depuis l'introduction d'un escargot carnivore, Euglandina rosea, en 1977.